# Tommy Kane
Tommy Kane (Montreal, 14 gennaio 1964) è un ex giocatore di football americano canadese che ha militato nel ruolo di wide receiver nella National Football League (NFL) e nella Canadian Football League (CFL).

## Carriera
Kane fu scelto nel corso del terzo giro (75º assoluto) del Draft NFL 1988 dai Seattle Seahawks. Vi giocò per cinque stagioni fino al 1992, quando chiuse l'annata in anticipo per problemi alle ginocchia. La squadra lo svincolò il training camp successivo. Si trasferì così ai Toronto Argonauts della CFL dove disputò 5 partite nel 1994.
Alla fine della sua carriera professionistica, Kane lavorò come volontario per un campo di football giovanile della Westend Sport Association di Montreal, che aveva frequentato in gioventù. Mentre era con gli Argonauts, donò il suo intero salario annuale al centro.
Il 30 novembre 2003 Kane colpì e pugnalò a morte l'ex moglie Tammara Shaikh a LaSalle, Quebec, venendo condannato a 18 anni per omicidio.